# Pterolophia grisescens
Pterolophia grisescens là một loài bọ cánh cứng trong họ Cerambycidae.